# Mecranium multiflorum
Mecranium multiflorum là một loài thực vật có hoa trong họ Mua. Loài này được (Desr.) Triana mô tả khoa học đầu tiên năm 1871.